# Die Unregierbaren – Autonome Liste

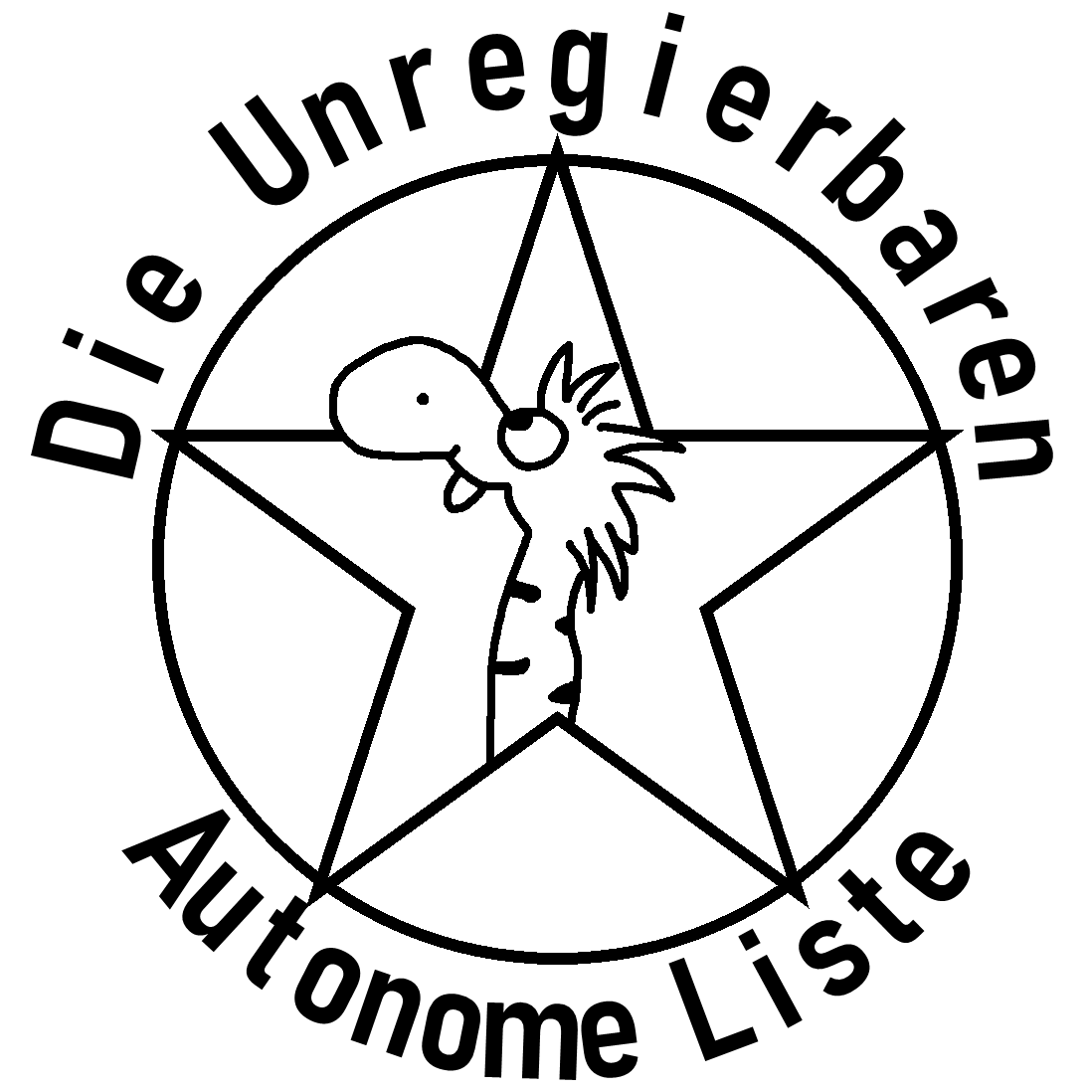
Logo

Die Unregierbaren – Autonome Liste (Kurzbezeichnung: Autonome, Abkürzung: U/AL) war eine deutsche politische Partei, die 1994 zur Wahl zum Europäischen Parlament antrat. 
Bei den Kommunalwahlen 1989 trat in Wuppertal eine Liste für ein Autonomes Zentrum an. Im August 1993 wurde aus den Reihen dieser Liste die Partei U/AL gegründet, um zur Europawahl 1994 anzutreten. Die Partei wurde beim Wahlkampf von Antifa-Gruppen und Teilen der Wählervereinigung ÖkoLinx unterstützt. Der Musiker Bela B. rief zur Unterstützung der Partei auf. 
Ziel der Partei war es, „die Möglichkeiten eines Wahlkampfes für autonome Agitation zu nutzen“. Die Partei trat mit den Wahlsprüchen „Wählen ändert nix – organisiert euch selbst“ und „Wahlen ändern nichts. Wählt doch mal die Unregierbaren!“ an. Sie versprach, eventuell errungene Mandate nicht wahrzunehmen und Wahlkampfkostenerstattung an zuvor bestimmte politische Projekte weiterzugeben. 
Die Partei erreichte 37.672 Stimmen, was 0,11 % der gültigen Stimmen entsprach. Das beste Ergebnis auf Landesebene erreichte sie in Bremen mit 0,23 %, in Wuppertal erreichte man 0,4 %. Bei den Kommunalwahlen 1994 verpasste man knapp den Einzug in die Bezirksvertretung Elberfeld.